# Kéthévane Davrichewy
Kéthévane Dravichewy (Parigi, 5 aprile 1965) è una scrittrice francese.

## Biografia
Nata da una famiglia di origine georgiana.
È giornalista, scrive sceneggiature per film d'animazione e in Francia è molto popolare per i suoi libri destinati a bambini e ragazzi.
La sua opera più celebre è il libro per ragazzi Non ti aspettavamo, pubblicato in Italia da Mondadori nel 2001.
Nel 2017 ha vinto il Prix des Deux Magots con il romanzo L'Autre Joseph.

## Opere tradotte in italiano
- Non ti aspettavamo (On ne t'attendait pas) (1999), Milano, Mondadori, 2001 traduzione di Paolina Baruchello ISBN 88-04-49792-0